# Thalassa
A Thalassa (a görög szó jelentése: '’tenger'’) a Neptunusz második holdja. Távolsága a Neptunusztól kb. 50 000 km, átmérője 80 km. Tömege 0,004×1020 kg. Keringési idő: 0,311485 nap.
1989-ben fedezte föl a Voyager–2 űrszonda.

## Egyéb jelentések
- Görög istennő-A tenger primordiális istennője.A Telekinek anyja.
- 1989-ben alapított magyar időszakos pszichológiai kiadvány (Thalassa)